# Gentlemen's Game
Gentlemen's Game é o sexto álbum de estúdio em língua coreana e décimo primeiro no geral do grupo sul-coreano 2PM. O álbum foi lançado em 13 de setembro de 2016, comemorando o aniversário de oito anos do grupo. "Gentlemen's" é o último álbum do grupo lançado antes dos membros cumprirem serviço militar obrigatório.

## Antecedentes e lançamento
Em 3 de setembro de 2016, para comemorar o aniversário do grupo, foram colocadas perguntas no site oficial do grupo onde as premiações para os fãs que acertassem eram fotos e mensagens escritas a mão. No final do quiz era anunciado o comeback do grupo com o álbum "Gentlemen's Game" junto ao calendário de lançamento. De 5 a 8 de setembro foram lançadas imagens individuais e do grupo, procedido pelo lançamento do trailer do vídeo no dia 9 e pela listagem de faixas no dia 10. No dia 11 de setembro foi lançado o spoiler da coreografia da canção no canal oficial da JYP no Youtube. Um dia antes do lançamento, o grupo fez um show ao vivo no aplicativo V LIVE, onde foi apresentada a música pela primeira vez e feitos vários jogos com os membros.
No dia 13 de setembro o álbum foi lançado, junto ao vídeo oficial da música.

## Lista de faixas
A listagem de faixas foi divulgada no dia 10 de setembro de 2016, contendo 11 músicas.
| N.º            | Título                          | Compositor(es)                                | Duração |  |
| 1.             | "Promise (I’ll be)"             | Taecyeon a.k.a. TY, Lesley Chiang, Raphael    | 3:28    |  |
| 2.             | "Uneasy"                        | Jimmy Burney, Jonas W. Karlsson               | 3:42    |  |
| 3.             | "Giv u Class."                  | Wooyoung, superkiro                           | 3:32    |  |
| 4.             | "Make Love"                     | Chansung, LEL                                 | 3:37    |  |
| 5.             | "시도때도없이" (All Night Long) | Kim Won                                       | 3:20    |  |
| 6.             | "Never"                         | 220, Andrew Choi, Secret Weapon               | 3:21    |  |
| 7.             | "콧노래" (Humming)              | Jang Wooyoung, LEL                            | 3:30    |  |
| 8.             | "어때?" (Shall We?)             | Lee Joohyung (MonoTree), BUMZU, Jonas Mengler | 3:23    |  |
| 9.             | "향수" (Perfume)                | e.one                                         | 3:49    |  |
| 10.            | "My Last"                       | Lee Joohyung (MonoTree), NOPARI (MonoTree)    | 3:25    |  |
| 11.            | "Can't Stop Feeling"            | Hwang Chansung, LEL                           | 3:17    |  |
| Duração total: | Duração total:                  | Duração total:                                | 38:24   |  |

## Desempenho
O álbum alcançou a primeira posição no iTunes em diversos países asiáticos, como Tailândia, Taiwan, Indonésia e Singapura, estando ainda em segundo lugar na Malásia, terceiro em Hong Kong e oitavo em Macau. Também ficou em primeiro lugar nas tabelas de streaming da Apple Music na Tailândia, em segundo na Indonésia, Taiwan e Malásia e terceiro em Singapura. Além disso, o vídeo musical ficou nos primeiros lugares nas paradas de videoclipes na Coreia do Sul e na China.
| Tabela musical (2016)               | Melhor posição |
| ----------------------------------- | -------------- |
| Coreia do Sul (Gaon)                | 1              |
| Estados Unidos (World Albums Chart) | 11             |

| Tabela musical (2016) | Melhor posição |
| --------------------- | -------------- |
| Coreia do Sul (Gaon)  | 3              |

## Vendas e certificações
| País          | Vendas  |
| ------------- | ------- |
| Coreia do Sul | 69,678+ |

## Histórico de lançamento
| País          | Data                   | Gravadora         | Formato             |
| ------------- | ---------------------- | ----------------- | ------------------- |
| Coreia do Sul | 13 de setembro de 2016 | JYP Entertainment | Download digital CD |
| Mundo         | 13 de setembro de 2016 | JYP Entertainment | Download digital    |